# Тюрьма в Карлсруэ
Тюрьма́ в Ка́рлсруэ (нем. Justizvollzugsanstalt Karlsruhe) — одно из исправительных учреждений в земле Баден-Вюртемберг. Состоит из главного отделения в Карлсруэ, и филиала в Раштатте.
В главном офисе, как правило, содержатся под стражей заключённые мужского пола. Свидания с родственниками разрешены только два раза в месяц в течение 30 минут, и только под строгим надзором. Оба отделения тюрьмы могут принять одновременно до 173 заключённых, в том числе 111 в Карлсруэ и 62 — в Раштатте, где размещаются в основном молодые заключенные и подростки.
В тюрьме Карлсруэ работают 107 должностных лиц и работников разных профессиональных групп.
В 2007 году в исправительном учреждении в среднем содержалось около 210 заключенных в обоих офисах.

## История
В 1894—1897 годах архитектор Йозеф Дурм создал четырехэтажное строение размером 77 x 47 метров с округленными углами и незаметным влиянием неоренессанса в фасаде здания. Цоколи и охваты окна выполнены из светло-серого песчаника, а остальные наружные стены выложены из красновато-желтого кирпича. После бомбовых ударов с воздуха армий союзников, была вновь сооружена крыша и покрыта сланцем.
Крылья сооружения расположены вокруг вместительного внутреннего двора размером 60 x 30 метров. Все камеры расположены таким образом, что выходят окнами во двор, поэтому со стороны улицы нет никаких решёток, а лишь большие сводчатые окна. В центральном корпусе здания в восточном крыле размещены администрация, лазарет, кабинет врача, библиотека и тюремная церковь, а в полуподвальном этаже находится кухня.

Ранее женское отделение тюрьмы находилось в отдельной части здания. После Второй мировой войны женщин-заключённых стали размещать в отдельных тюрьмах. С 1 мая 2009 года женская тюрьма Бюля стала филиалом тюрьмы Карлсруэ. До этого она была филиалом исправительного учреждения Оффенбурга.